# Filippinerna i olympiska sommarspelen 2000
Filippinerna deltog i de olympiska sommarspelen 2000 med en trupp bestående av tjugo deltagare, elva män och nio kvinnor, men ingen av landets deltagare erövrade någon medalj.

## Boxning
Lätt flugvikt
- Danilo Lerio
  - Omgång 1 - Bye
  - Omgång 2 - Förlorade mot Rafael Lozano Munoz från Spanien (gick inte vidare)

Flugvikt
- Arlan Lerio
  - Omgång 1 - Besegrade Jackson Asiku från Uganda
  - Omgång 2 - Förlorade mot Andrzej Rzany från Polen (gick inte vidare)

Fjädervikt
- Larry Semillano
  - Omgång 1 - Förlorade mot Andriy Kotelnyk från Ukraina (gick inte vidare)

Lättvikt
- Romeo Brin
  - Omgång 1 - Förlorade mot Sergey Bykovsky från Vitryssland (gick inte vidare)

## Bågskytte
| Idrottare     | Gren                  | Rankningomgång | Rankningomgång | 64-delsfinal                     | 32-delsfinal      | Sextondelsfinal   | Kvartsfinal       | Semifinal         | Final             | Final            |
| Idrottare     | Gren                  | Poäng          | Seed           | Motståndare Poäng                | Motståndare Poäng | Motståndare Poäng | Motståndare Poäng | Motståndare Poäng | Motståndare Poäng | Placering        |
| ------------- | --------------------- | -------------- | -------------- | -------------------------------- | ----------------- | ----------------- | ----------------- | ----------------- | ----------------- | ---------------- |
| Jennifer Chan | Damernas individuella | 613            | 52             | Altinkaynak (TUR) (12) L 143–160 | Gick inte vidare  | Gick inte vidare  | Gick inte vidare  | Gick inte vidare  | Gick inte vidare  | Gick inte vidare |

## Friidrott
Herrar
| Idrottare          | Gren                         | Heat     | Heat      | Kvartsfinal | Kvartsfinal | Semifinal        | Semifinal        | Final            | Final            |
| Idrottare          | Gren                         | Resultat | Placering | Resultat    | Placering   | Resultat         | Placering        | Resultat         | Placering        |
| ------------------ | ---------------------------- | -------- | --------- | ----------- | ----------- | ---------------- | ---------------- | ---------------- | ---------------- |
| Eduardo Buenavista | Herrarnas 3 000 meter hinder | 9:13.71  | 14        | i.u.        | i.u.        | Gick inte vidare | Gick inte vidare | Gick inte vidare | Gick inte vidare |

Damer
| Idrottare              | Gren               | Heat     | Heat      | Kvartsfinal      | Kvartsfinal      | Semifinal        | Semifinal        | Final            | Final            |
| Idrottare              | Gren               | Resultat | Placering | Resultat         | Placering        | Resultat         | Placering        | Resultat         | Placering        |
| ---------------------- | ------------------ | -------- | --------- | ---------------- | ---------------- | ---------------- | ---------------- | ---------------- | ---------------- |
| Lerma Elmira Bulauitan | Damernas 100 meter | 12.08    | 5         | Gick inte vidare | Gick inte vidare | Gick inte vidare | Gick inte vidare | Gick inte vidare | Gick inte vidare |

## Ridsport
Individuell hoppning
- Toni Leviste
  - Placering 61 av 71

## Rodd
Herrarnas singelsculler
- Benjamin Tolentino
  - 18:e av totalt 23

## Simhopp
Herrar
| Hoppare        | Gren          | Kval   | Kval      | Semifinal        | Semifinal        | Semifinal        | Semifinal        | Final            | Final            | Final            | Final            |
| Hoppare        | Gren          | Poäng  | Placering | Poäng            | Placering        | Totalt           | Placering        | Poäng            | Placering        | Totalt           | Placering        |
| -------------- | ------------- | ------ | --------- | ---------------- | ---------------- | ---------------- | ---------------- | ---------------- | ---------------- | ---------------- | ---------------- |
| Zardo Domenios | Herrarnas 3 m | 300,42 | 44        | Gick inte vidare | Gick inte vidare | Gick inte vidare | Gick inte vidare | Gick inte vidare | Gick inte vidare | Gick inte vidare | Gick inte vidare |

Damer
| Hoppare          | Gren         | Kval   | Kval      | Semifinal        | Semifinal        | Semifinal        | Semifinal        | Final            | Final            | Final            | Final            |
| Hoppare          | Gren         | Poäng  | Placering | Poäng            | Placering        | Totalt           | Placering        | Poäng            | Placering        | Totalt           | Placering        |
| ---------------- | ------------ | ------ | --------- | ---------------- | ---------------- | ---------------- | ---------------- | ---------------- | ---------------- | ---------------- | ---------------- |
| Sheila Mae Perez | Damernas 3 m | 223,65 | 32        | Gick inte vidare | Gick inte vidare | Gick inte vidare | Gick inte vidare | Gick inte vidare | Gick inte vidare | Gick inte vidare | Gick inte vidare |

## Taekwondo
| Idrottare         | Gren             | Åttondelsfinaler              | Kvartsfinaler           | Semifinaer           | Återkval omg. 1      | Återkval omg. 2      | Final                | Final            |
| Idrottare         | Gren             | Motståndare Resultat          | Motståndare Resultat    | Motståndare Resultat | Motståndare Resultat | Motståndare Resultat | Motståndare Resultat | Placering        |
| ----------------- | ---------------- | ----------------------------- | ----------------------- | -------------------- | -------------------- | -------------------- | -------------------- | ---------------- |
| Roberto Cruz      | Herrarnas −58 kg | Sagastume (GUA) W 4–(minus-1) | Taraburelli (ARG) L 5–7 | Gick inte vidare     | Gick inte vidare     | Gick inte vidare     | Gick inte vidare     | Gick inte vidare |
| Ronnie Padilla    | Herrarnas −80 kg | Livaja (SWE) L 4–4+           | Gick inte vidare        | Gick inte vidare     | Gick inte vidare     | Gick inte vidare     | Gick inte vidare     | Gick inte vidare |
| Eva Marie Ditan   | Damernas −49 kg  | Güvenc (TUR) L 1–6            | Gick inte vidare        | Gick inte vidare     | Gick inte vidare     | Gick inte vidare     | Gick inte vidare     | Gick inte vidare |
| Jennifer Strachan | Damernas −57 kg  | Trần Hiếu Ngân (VIE) L 3–8    | Gick inte vidare        | Gick inte vidare     | Sankar (TRI) W 5+–5  | Tosun (TUR) L 3–9    | Gick inte vidare     | Gick inte vidare |